# Arlon Viana
Arlon Viana Lima é um político brasileiro conhecido por ser muito próximo do ex-presidente Michel Temer. Entre os cargos que já exerceu, está o de presidente do PMDB de São Paulo e assessor de Gustavo Bebianno. 

## Biografia
Viana é militante do MDB desde 1972. Ele tinha um negócio na área de transporte de carnes bovinas, mas faliu. Em 1998, tentou se eleger para deputado estadual, mas desistiu na campanha no meio por falta de dinheiro.
Foi então que começou a trabalhar como ajudante de ordens no escritório de Michel Temer. Durante este período, ganhou diversos cagos dentro do PMDB, chegando a exercer a presidência. Em 2019, ao final do governo Temer, foi nomeado juntamente com Gilda Cruz Silva e Sanchez, como assessor de Gustavo Bebianno (PSL).
Com o tempo, Arlon se tornou uma pessoa de confiança de Temer, chegando a mediar reuniões entre terceiros e o presidente. Um dos motivos especulados seria que ele teria sido a pessoa que introduziu Temer ao PMDB paulista. Ele também se envolveu em casos criminais com o presidente, como quando foi acusado pela Polícia Federal de ter parentes próximos que beneficiaram de reformas gerenciadas por Arnon em casas de parentes do Temer.
Em 2017, Silvonei José de Jesus Souza hackeou o celular de Marcela Temer e ameaçou divulgar áudios dela com seu irmão sobre Michel e Viana que abalariam as estruturas do governo. Silvonei foi preso em uma operação chefiada por Alexandre de Moraes e os áudios sumiram durante a investigação.